# Your Job in Germany
Your Job in Germany ist ein knapp 13-minütiger Indoktrinationsfilm des US-Kriegsministeriums aus dem Jahr 1945, der Angehörige der US-Streitkräfte auf ihre Rolle als Besatzungstruppen im besiegten Deutschland vorbereiten sollte. Er wurde kurz vor dem VE-Day von der Filmeinheit des Army Pictorial Service unter Frank Capra nach dem Drehbuch und unter der Aufsicht von Theodor Seuss Geisel (besser bekannt als Kinderbuchautor Dr. Seuss) für die Information and Education Division, United States Army Service Forces gedreht.

## Inhalt
Unter Bezug auf die deutsche Geschichte seit der Reichsgründungszeit und die seitdem in deutschem Namen geführten Kriege sowie die Verbrechen des Nationalsozialismus entwirft der Film (in Form der Erzählerstimme Dana Andrews’) Verhaltensmaßregeln gegenüber der deutschen Zivilbevölkerung für die zu Besatzungszwecken vorgesehenen US-Truppen. Das übergreifende Motto des Films lautet, dass Derartiges nie wieder geschehen dürfe, wofür unter anderem die angesprochenen US-Soldaten bürgen müssten. Erst wenn das deutsche Volk zweifelsfrei bewiesen habe, dass es jeder Form von Eroberungssucht ein und für alle Mal abgeschworen habe, dürfe es wieder in die Gemeinschaft der zivilisierten Völker aufgenommen werden. Bis dahin gelte es, strikte Wachsamkeit gegenüber allen Deutschen zu üben. Man dürfe sich nicht von der scheinbaren Freundlichkeit der Menschen, der hübschen Umgebung oder den Anzeichen von Kultur einlullen lassen, sondern müsse jede Form von Fraternisierung strikt unterlassen. Andernfalls werde eine weitere Generation junger Amerikaner große Opfer auf sich nehmen müssen, diesen unberechenbaren Feind ein drittes Mal nach 1917–1918 und 1941–1945 zu besiegen. Die deutsche Jugend, indoktriniert in Organisationen wie der Hitlerjugend, sei dabei der gefährlichste Gegner.

## Hintergrund
Der Film sollte die ursprünglich von den US-Streitkräften verfolgte Politik der strikten Nichtfraternisierung jedem Soldaten einschärfen. Diese Politik wurde schon nach relativ kurzer Zeit wegen ihrer mangelnden Praktikabilität gelockert und schließlich verworfen.
Das Filmmaterial wurde bei der Erstellung des Remakes Hitler Lives von Regisseur Don Siegel aus demselben Jahr wiederverwendet.

## Rezeption
Ein Auszug aus dem Manuskript des Films ist in Nora Krugs Bestseller Heimat. Ein deutsches Familienalbum (2018) abgedruckt.